# Asterropteryx
Asterropteryx – rodzaj ryb z rodziny babkowatych.

## Klasyfikacja
Gatunki zaliczane do tego rodzaju:

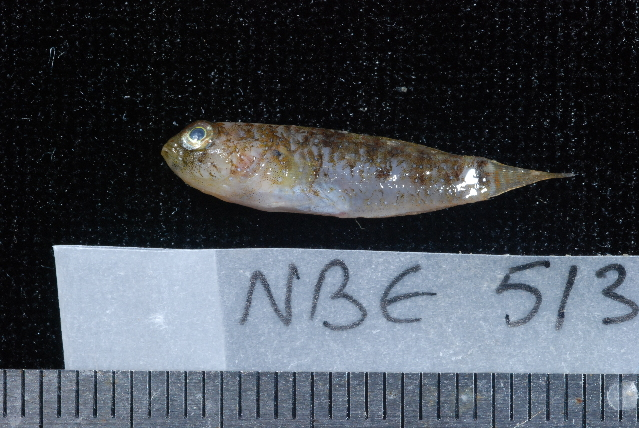
Asterropteryx atripes
- Asrerropteryx bipunctata
- Asterropteryx ensifera
- Asterropteryx ovata
- Asterropteryx semipunctata
- Asterropteryx senoui
- Asterropteryx spinosa
- Asterropteryx striata

- Asterropteryx ensifera